# Provinces du Pérou
 (mars 2025).
Si vous disposez d'ouvrages ou d'articles de référence ou si vous connaissez des sites web de qualité traitant du thème abordé ici, merci de compléter l'article en donnant les références utiles à sa vérifiabilité et en les liant à la section « Notes et références ».
Au Pérou, les provinces sont des subdivisions administratives des régions et sont elles-mêmes subdivisées en districts.

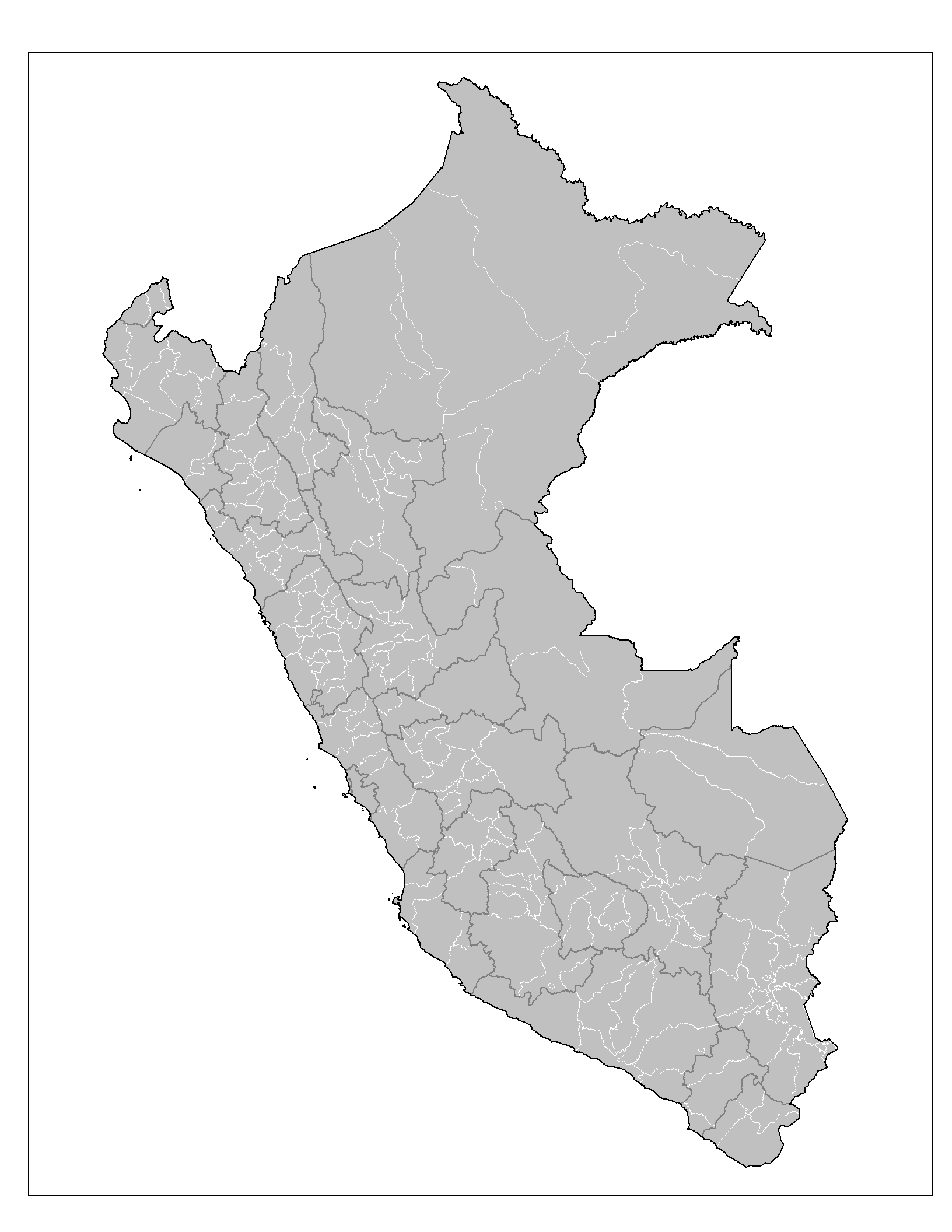
Carte des provinces au Pérou

## Liste des provinces du Pérou par région

### Région d'Amazonas
La région d'Amazonas est composée de 7 provinces :
- Bagua
- Bongará
- Chachapoyas
- Condorcanqui
- Luya
- Rodríguez de Mendoza
- Utcubamba

### Région d'Ancash
La région d'Ancash est composée de 20 provinces :
- Aija (capitale : Aija)
- Antonio Raymondi (capitale : Llamellín)
- Asunción (capitale : Chacas)
- Bolognesi (capitale : Chiquián)
- Carhuaz (capitale : Carhuaz)
- Carlos Fermín Fitzcarrald (capitale : San Luis)
- Casma (capitale : Casma)
- Corongo (capitale : Corongo)
- Huaraz (capitale : Huaraz)
- Huari (capitale : Huari)
- Huarmey (capitale: Huarmey)
- Huaylas (capitale : Huaylas)
- Mariscal Luzuriaga (capitale : Piscobamba)
- Ocros (capitale : Ocros)
- Pallasca (capitale : Cabana)
- Pomabamba (capitale : Pomabamba)
- Recuay (capitale : Recuay)
- Santa (capitale : Chimbote)
- Sihuas (capitale : Sihuas)
- Yungay (capitale : Yungay)

qui sont elles-mêmes divisées en 165 districts.

### Région d'Apurímac
La région d'Apurímac est composée de 7 provinces :
- Abancay
- Antabamba
- Aymaraes
- Cotabambas
- Grau
- Chincheros
- Andahuaylas

### Région d'Arequipa
La région d'Arequipa est composée de 8 provinces
- Arequipa (capitale : Arequipa)
- Camaná (capitale : Camaná)
- Caravelí (capitale : Caravelí)
- Castilla (capitale : Aplao)
- Caylloma (capitale : Chivay)
- Condesuyos (capitale : Chuquibamba)
- Islay (capitale : Mollendo)
- La Unión (capitale : Cotahuasi)

qui sont elles-mêmes divisées en 108 districts.

### Région d'Ayacucho
La région d'Ayachucho est composée de 11 provinces :
- Cangallo (capitale : Cangallo)
- Huanta (capitale : Huanta)
- Huamanga (capitale : Ayacucho)
- Huancasancos (capitale : Huanca-Sancos)
- La Mar (capitale : San Miguel)
- Lucanas (capitale : Puquio)
- Parinacochas (capitale : Coracora)
- Paucar del Sara Sara (capitale : Distrito de Pausa)
- Sucre (capitale : Querobamba)
- Victor Fajardo (capitale : Huancapi)
- Vilcas Huamán (capitale : Vilcas Huamán)

qui sont elles-mêmes divisées en 109 districts.

### Région de Cajamarca
La région de Cajamarca est composée de 13 provinces :
- San Ignacio
- Jaén
- Cutervo
- Chota
- Santa Cruz
- Hualgayoc
- Celendín
- San Miguel
- San Pablo
- Cajamarca
- Contumazá
- Cajabamba
- San Marcos

qui sont elles-mêmes divisées en 128 districts.

### Région de Callao
C'est officiellement la province constitutionnelle de Callao. Elle est divisée en districts.

### Région de Cuzco
La région de Cuzco est composée de 13 provinces :
- Acomayo
- Anta
- Calca
- Canas
- Canchis
- Cuzco
- Chumbivilcas
- Espinar
- La Convención
- Paruro
- Paucartambo
- Quispicanchi
- Urubamba.

qui sont elles-mêmes divisées en 108 districts.

### Région de Huancavelica
La région de Huancavelica est divisée en 7 provinces :
- Huancavelica
- Acobamba
- Angaraes
- Castrovirreyna
- Churcapampa
- Huaytará
- Tayacaja

qui sont elles-mêmes divisées en 93 districts.

### Région de Huánuco
La région de Huánuco est composée de 11 provinces :
- Huánuco
- Ambo
- Dos de Mayo
- Huacaybamba
- Huamalíes
- Leoncio Prado
- Marañón
- Pachitea
- Puerto Inca
- Lauricocha
- Yarowilca

qui sont elles-mêmes divisées en 74 districts.

### Région d'Ica
La région d'Ica est composée de 5 provinces :
- Chincha
- Pisco
- Ica
- Palpa
- Nazca

qui sont elles-mêmes divisées en 43 districts.

### Région de Junín
La région de Junín est composée de 9 provinces :
- Huancayo (Huancayo)
- Concepción (Concepción)
- Chupaca (Chupaca)
- Jauja (Jauja)
- Tarma (Tarma)
- Yauli (Yauli)
- Junín (Junín)
- Chanchamayo (Chanchamayo)
- Satipo (Satipo)

qui sont elles-mêmes divisées en 123 districts.

### Région de La Libertad
La région est composée de 12 provinces :
- Trujillo
- Chepén
- Pacasmayo
- Ascope
- Virú
- Gran Chimú
- Otuzco
- Julcán
- Santiago de Chuco
- Sánchez Carrión
- Bolívar
- Pataz

qui sont elles-mêmes divisées en 82 districts.

### Région de Lambayeque
La région de Lambayeque est composée de 3 provinces :
- Chiclayo (capitale : Chiclayo)
- Province de Lambayeque (capitale : Lambayeque (ville))
- Province de Ferreñafe (capitale : Ferreñafe)

qui sont elles-mêmes divisées en 38 districts.

### Région de Lima
La région de Lima est composée de 9 provinces :
- Barranca
- Cajatambo
- Canta
- Cañete
- Huaral
- Huarochirí
- Huaura
- Oyón
- Yauyos

### Région de Loreto
La région de Loreto est composée de 7 provinces :
- Maynas
- Alto Amazonas
- Datem del Marañón
- Loreto
- Mariscal Ramón Castilla
- Requena
- Ucayali

qui sont elles-mêmes divisées en 48 districts.

### Région de Madre de Dios
La région de Madre de Dios est composée de 3 provinces :
- Tambopata
- Manu
- Tahuamanu

qui sont elles-mêmes divisées en 10 districts.

### Région de Moquegua
La région de Moquegua est composée de 3 provinces :
- Mariscal Nieto
- General Sánchez Cerro
- Ilo

qui sont elles-mêmes divisées en 23 districts.

### Région de Pasco
La région de Pasco est composée de 3 provinces :
- Pasco
- Daniel A. Carrión
- Oxapampa

qui sont elles-mêmes divisées en 28 districts.

### Région de Piura
La région de Piura est composée de 8 provinces : 
- Ayabaca
- Huancabamba
- Morropón
- Paita
- Piura
- Sechura
- Sullana
- Talara

qui sont elles-mêmes divisées en 64 districts.

### Région de Puno
La région de Puno est composée de 13 provinces :
- Puno
- Azángaro
- Carabaya
- Chucuito
- El Collao
- Huancané
- Lampa
- Melgar
- Moho
- San Antonio de Putina
- San Román
- Sandia
- Yunguyo

qui sont elles-mêmes divisées en 108 districts.

### Région de San Martín
La région est composée de 10 provinces : 
- Moyobamba
- Rioja
- Lamas
- San Martín
- El Dorado
- Picota
- Bellavista
- Huallaga
- Mariscal Cáceres
- Tocache

qui sont elles-mêmes divisées en 77 districts.

### Région de Tacna
La région de Tacna est composée de 4 provinces :
- Tacna
- Candarave
- Jorge Basadre
- Tarata

qui sont elles-mêmes divisées en 26 districts.

### Région de Tumbes
La région de Tumbes est composée de 3 provinces :
- Zarumilla
- Tumbes
- Contralmirante Villar

elles-mêmes divisées en 12 districts.

### Région d'Ucayali
La région est composée de 4 provinces :
- Coronel Portillo
- Atalaya
- Padre Abad
- Purús

elles-mêmes divisées en 14 districts.